# المسيحية في غامبيا

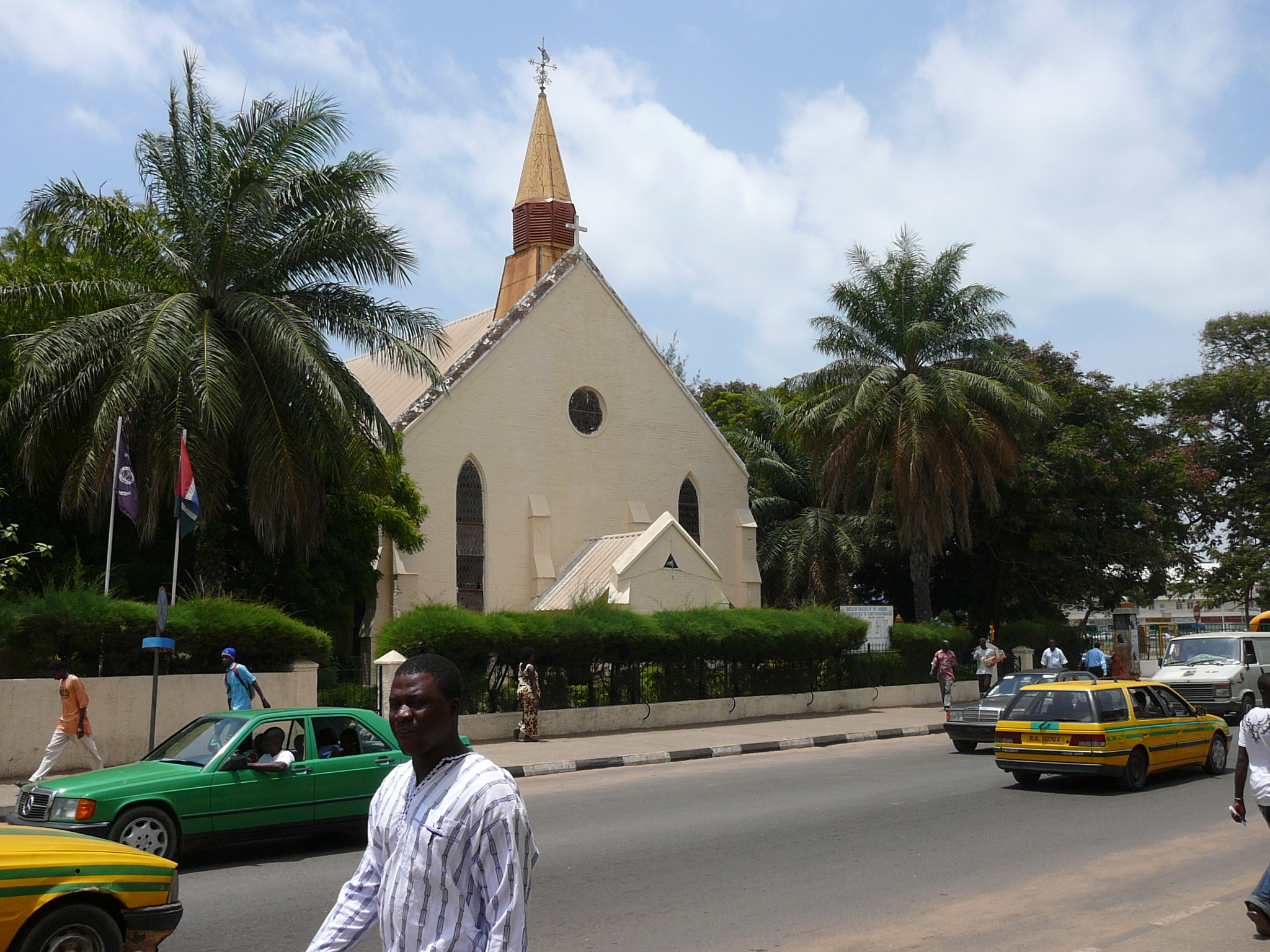
كنيسة القديسة مريم الأنجليكانيّة في مدينة بانجول.

تُشكّل المسيحية في غامبيا ثاني أكثر الديانات انتشاراً بين السكان بعد الإسلام، ويُشكل المسيحيون في غامبيا ما يقرب من 4.5% من السكان أي حوالي 80,000 نسمة حسب تقديرات تعود إلى عام 2010. لا يوجد دين دولة، علمًا أنّ الدين السائد في البلاد هو الإسلام، حيث ما يقرب من 90 في المئة من سكان البلاد هم مسلمين. تحمي المادة 25 من الدستور حق المواطنين في ممارسة أي دين يختارونه.
يعيش معظم أعضاء المجتمع المسيحي في غرب وجنوب البلاد، وهم في الغالب من الرومان الكاثوليك؛ هناك أيضًا العديد من الجماعات البروتستانتية بما في ذلك أنجليكان، وميثوديين، ومعمدانيين، والسبتيين، وشهود يهوه إلى جانب أتباع من مختلف الطوائف الإنجيلية الصغيرة. وفي عام 1963 تم تشكيل المجلس المسيحي في غامبيا كجمعية مسكونيّة والتي يتشكل من الكنيسة الرومانية الكاثوليكية، والكنيسة الأنجليكانية، والميثودية. الزواج المختلط بين المسلمين والمسيحيين شائع. وفي بعض المناطق، خاصًة الريفيّة يتم دمج المعتقدات الإسلامية والمسيحية مع روحانيه محليّة.
في عام 2016 أعلن يحيى جامع رئيس غامبيا يعلن أن بلاده أصبحت «جمهورية إسلامية»، قال الرئيس جامع إن التحول إلى جمهورية إسلامية لن يؤثر على حياة المسيحيين وطريقة عبادة هم. وحث المواطنين على احترام المسيحيين؛ وأنّ المسيحيون سيواصلون في الاحتفال بعيد الميلاد. وقال إنه لا يُحق لأحد أن يتدخل في العلاقة بين المسلمين وأتباع الديانات الأخرى.

## الطوائف المسيحية

### الكاثوليكية

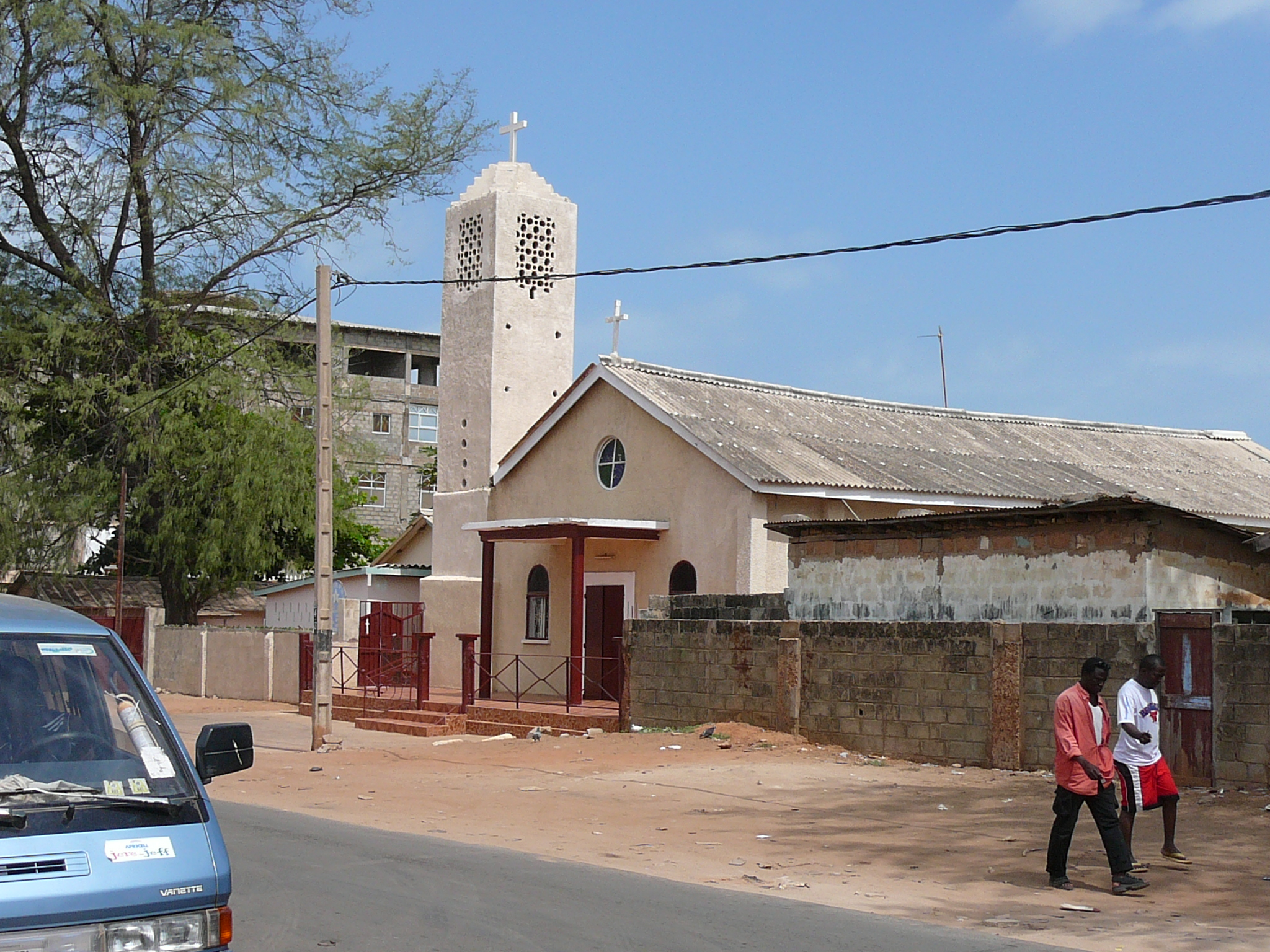
كنيسة سيدة نجمة البحر الكاثوليكيَّة في مدينة باكاو.

الكنيسة الكاثوليكية الغامبيَّة هي جزء من الكنيسة الكاثوليكية العالمية في ظل القيادة الروحية للبابا في روما. تعتبر الكنيسة الرومانية الكاثوليكية كبرى الطوائف المسيحية في البلاد، ويتبع الكاثوليك روحياً أبرشية بانجول والتي تغطي حدودها كل أنحاء البلد. العلاقات بين الطوائف المسلمة والمسيحية في غامبيا جيدة بوجه عام. وتقوم الكنيسة الكاثوليكية بعدة مهام اجتماعية منها امتلاك شبكة من المدارس الكاثوليكية والتي يصل عددها إلى حوالي سبعة وخمسين مدرسة، والتي يتردد عليها العديد من الطلاب المسلمين.
يرتبط تاريخ الكنيسة الكاثوليكية في غامبيا ارتباطاً وثيقاً بالسنغال. في عام 1445 وصل البرتغاليين إلى ساحل غرب أفريقيا وقاموا بمحاولات للتبشير بين السكان المحليين. وفي عام 1931 عهدت المهمام التبشيرية في غامبيا، إلى جماعة الروح القدس، وانفصلت البلاد كنسياً عن النيابة الرسولية في سينيغامبيا. في عام 1951 أقيمت النيابة الرسولية في باثورست (الآن بانجول)، والتي أصبحت لاحقاً أبرشية في عام 1957 والتي تخضع بشكل مباشر للكرسي الرسولي. في عام 1992 زار البابا يوحنا بولس الثاني غامبيا وأعطى زخماً جديداً للاهتمام بالعلاقات المسيحية الإسلامية داخل المجتمع الكاثوليكي. وأكد البابا يوحنا بولس الثاني على أهمية العلاقات الطيبة القائمة بين المجتمعين. والتقى بقادة الجالية المسلمة، وكان عدد من المسلمين حاضرين خلال القداس الذي احتفل به في استاد الاستقلال خلال زيارته لغامبيا.

### البروتستانتية
تأسست أبرشية الأنجليكان في غامبيا وريو بونغاس في عام 1935. كان جون دالي المطران الأول للأبرشية الجديدة. في عام 1951 تم تشكيل خمسة أبرشيات أنجليكانية في غرب أفريقيا، بما في ذلك أبرشية غامبيا، والتي كانت جزء من المقاطعة الكنسيَّة في غرب أفريقيا. في عام 1985 فصلت أبرشية غامبيا عن فصلت أبرشية غينيا، وحالياً تضم حدود واختصاص الأبرشية الأنجليكانية في غامبيا الرعايا الأنجليكانية في جمهوريات غامبيا والسنغال والرأس الأخضر. وفي عام 2000، اعتمدت الكنيسة تشريعا يسمح تنصيب النساء ككهنة، ولكن فقط في ليبيريا وغامبيا قبلت التشريعات الجديدة. ويُعد سليمان تيليوا جونسون، الذي توفي في عام 2014، أول مواطن غامبي يشغل منصب أسقف كنيسة غامبيا الأنجليكانية. وفقًا لدراسة المؤمنون في المسيح من خلفية مسلمة: إحصاء عالمي وهي دراسة أجريت من قبل جامعة سانت ماري الأمريكيّة في تكساس سنة 2015 وجدت أنَّ حوالي 2,500 مُسلم في غامبيا تحول إلى المسيحية على مذهب الإنجيليَّة.